# Jindřich Honzl
Jindřich Honzl (Humpolec (Àustria-Hongria), 14 de maig de 1894 - Praga, 20 d'abril de 1953) fou director de cinema, director teatral, teòric teatral, traductor i pedagog txec.

## Filmografia
- 1932: Pudr a benzin
- 1932: Penize nebo zivot